# ヘプタセン
ヘプタセン (heptacene) は、多環芳香族炭化水素のうちアセン類のひとつで、7個のベンゼン環が直線状に縮合した有機化合物である。
この化合物はその電気的機能に興味が持たれるため化学者らによって長く研究され合成も行われたが、不安定であることから2006年現在において単離されるには至っていない。

## 合成
2006年に報告された Neckers らによる合成法を示す。
ヘプタセンの骨格はナフタインを用いたディールス・アルダー反応によって構築された。脱水素、酸化反応を経てヘプタセンの前駆体となるジケトンへ変換し、PMMA マトリクス中に固定したところへ光反応により脱カルボニル化し、ヘプタセンを得た。得られた PMMA フィルムは 600 - 825 nm の領域に広い吸光を示し、その吸光は約4時間で消えた。